# Conférence de Niamey
Ne doit pas être confondu avec Convention de Niamey.
La conférence de Niamey (au Niger), est une conférence internationale qui s'est tenue du 16 au 20 mars 1970, entre 21 États francophones. Elle a créé l’Agence de coopération culturelle et technique, devenue par la suite Organisation internationale de la francophonie. Cette conférence s'est tenue un an après une première conférence ministérielle à Niamey, le 17 février 1969, en présence du président du Niger Hamani Diori et d'André Malraux.
La date du 20 mars a été choisie pour la journée internationale de la Francophonie.

## Liste des pays participants
- Belgique
- Bénin
- Burkina Faso
- Burundi
- Canada
- Côte d'Ivoire
- France
- Gabon
- Haïti
- Luxembourg
- Mali
- Maurice
- Monaco
- Niger
- Rwanda
- Sénégal
- Tchad
- Togo
- Tunisie
- Viêt Nam